# Torsten Rellensmann
Torsten Rellensmann (Dortmund, 27 de desembre de 1962) va ser un ciclista alemany que s'especialitzà en el mig fons darrere motocicleta. Va participar també en nombroses curses de sis dies.

## Palmarès
- 1989
  -  Campió d'Europa de Mig Fons
  -  Campió d'Alemanya de mig fons
- 1990
  -  Campió d'Europa de Mig Fons
- 1996
  -  Campió d'Alemanya en derny
- 1996
  -  Campió d'Alemanya de mig fons